# Crinț, Sibiu
Crinț este o localitate componentă a orașului Săliște din județul Sibiu, Transilvania, România. Din 2002 până în prezent, localitatea nu a înregistrat nici un locuitori.